# Rogério Skylab & Orquestra Zé Felipe
Rogério Skylab & Orquestra Zé Felipe é um álbum colaborativo entre os músicos brasileiros Rogério Skylab e Zé Felipe, ex-baixista da banda de rock experimental atualmente extinta Zumbi do Mato. Lançado de forma independente em 2009, é a segunda colaboração entre Skylab e Felipe (sendo a primeira o álbum de Skylab de 2007 Skylab VII, para o qual Felipe foi coautor de algumas faixas). Originalmente concebido como uma colaboração completa entre Skylab e o Zumbi do Mato, após uma série de divergências criativas apenas Zé Felipe permaneceu como colaborador. O álbum podia ser baixado gratuitamente no site oficial de Skylab, até ter sido removido por razões desconhecidas.
Numa postagem do Facebook de 22 de outubro de 2015, Skylab anunciou estar trabalhando num segundo volume, mas desde então mais nenhuma notícia a respeito do projeto surgiu.
"Tem Cigarro Aí?" seria regravada dez anos depois para o álbum de Skylab Crítica da Faculdade do Cu; "Marcha Fúnebre" onze anos depois para Cosmos; "A Gente Vai Ficar Surdo" treze anos depois para Caos e Cosmos, Vol. 2; e "Paz, Pés, PIS, Pós, Pus" quinze anos depois para Trilogia do Fim, Vol. 1.

## Faixas
Todas as letras escritas por Rogério Skylab, todas as músicas compostas por Zé Felipe.
| N.º | Título                         | Duração |  |
| 1.  | "A Gente Vai Ficar Surdo"      | 4:47    |  |
| 2.  | "Dominante ou Dominada?"       | 3:58    |  |
| 3.  | "A Múmia"                      | 3:30    |  |
| 4.  | "Preto, Negro, Crioulo"        | 4:12    |  |
| 5.  | "Ai, Coitado de Mim!"          | 4:12    |  |
| 6.  | "Paz, Pés, PIS, Pós, Pus"      | 5:57    |  |
| 7.  | "Tem Cigarro Aí?"              | 5:21    |  |
| 8.  | "Se Você Não Duvidasse Tanto"  | 3:44    |  |
| 9.  | "Um Lado É Diferente do Outro" | 4:33    |  |
| 10. | "Marcha Fúnebre"               | 7:14    |  |

## Créditos
- Rogério Skylab – vocais, produção
- Zé Felipe – baixo, piano (faixa 6), mixagem, masterização
- Bruno Coelho, Vinícius Costa – bateria
- Pedro Sucupira – saxofone
- Luiz Henrique Magalhães – trombone
- Lucas Pereira Benevides – melódica
- Vinícius Pinho – teclado (faixas 2, 3 e 7)
- Kayo Luiz – teclado (faixas 1, 4, 5, 8, 9 e 10)
- Solange Venturi – arte de capa